# Melisseus
In de Griekse mythologie was Melisseus (Oudgrieks: Μελισσεύς) ("bijenman"), de vader van de nimfen Adrasteia en Ida, de oudste en de leider van de Kureten van Kreta. Zij waren goden van de berg Ida, die hun speren en schilden tegen elkaar lieten kletteren om het gehuil en geklaag van de baby Zeus te overstemmen, die zij te zogen kregen van Rhea, zijn moeder. Zij wilde hem verbergen voor zijn kannibalistische vader en verborg hem in de heilige grot van de godin Da, die werd aanbeden door de Kureten. 
De baby werd gevoed met honing en melk van de geit Amalthea. Toen Zeus volwassen werd, gaf hij aan de nimfen die hem gezoogd hadden de hoorn van Amalthea, ook wel de Hoorn des Overvloeds genoemd.